# 88 Piscium
88 Piscium är en gul jätte som ligger i Fiskarnas stjärnbild.
88 Piscium har visuell magnitud +6,02 och är synlig för blotta ögat vid god seeing. Stjärnan befinner sig på ett avstånd av ungefär 520 ljusår.